# 피프홀

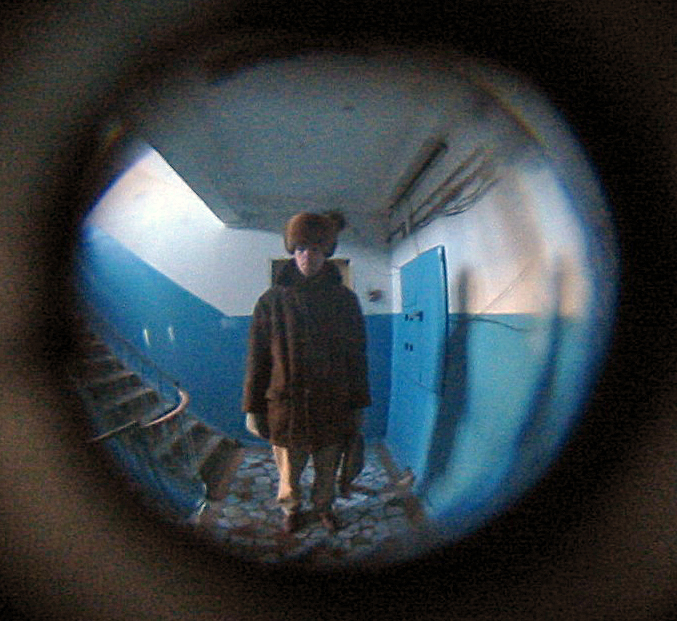
피프홀로 바라본 사람의 모습

피프홀(영어: peephole)은 바라볼 수 있는 작은 구멍을 말한다.
주로 문에 설치되어 있다. 아파트 등의 주거 시설과 호텔 등의 숙박 시설 등의 문에서 흔히 볼 수 있으며, 대부분 어안 렌즈가 설치되어 문 밖의 넓은 영역을 볼 수 있다.